# Madelia
Madelia is een plaats (city) in de Amerikaanse staat Minnesota, en valt bestuurlijk gezien onder Watonwan County.

## Demografie
Bij de volkstelling in 2000 werd het aantal inwoners vastgesteld op 2340.
In 2006 is het aantal inwoners door het United States Census Bureau geschat op 2202, een daling van 138 (-5,9%).

## Geografie
Volgens het United States Census Bureau beslaat de plaats een oppervlakte van
3,2 km², geheel bestaande uit land. Madelia ligt op ongeveer 312 m boven zeeniveau.

## Plaatsen in de nabije omgeving
De onderstaande figuur toont nabijgelegen plaatsen in een straal van 20 km rond Madelia.